# Цагараев, Магомед Магомед-Салиевич
Магомед Магомед-Салиевич Цагараев (22 июня 1972, Урус-Мартан, Урус-Мартановский район, Чечено-Ингушская АССР, РСФСР, СССР — 22 июля 2001, Грозный, Чечня, Россия) — один из влиятельных полевых командиров второй чеченской войны, наиб (заместитель) Рамзана Ахмадова, командующий Грозненским джамаатом в составе Исламской бригады (ИБ).

## Биография
Магомед Цагараев родился в 1972 году в городе Урус-Мартан Чечено-Ингушской ССР.
Цагараев принимал активное участие в обеих чеченских войнах на стороне сепаратистов. Несмотря на свою молодость, он стал влиятельным командиром сепаратистов ещё в первой войне, а прославился он во время второй чеченской войны. 
В значимости Цагараев не уступал влиятельным командирам. По сообщениям ряда российских СМИ, ему подчинялись почти все мелкие джамааты чеченских сепаратистов салафитского толка. Являлся близким другом Рамзана Ахмадова и Арби Бараева. Они были из одного района, и каждый имел свой джамаат. 
Согласно утверждению источника Ahmadov.org, близкого к джамаату Ахмадовых, он был так называемым эмиром Грозного и имел влияние среди представителей радикального крыла чеченского сопротивления. 
По сведениям российских спецслужб, Цагараев лично застрелил пророссийского имама Урус-Мартана Умара Идрисова и организовал многочисленные вылазки и диверсионно-террористические акты против российских военнослужащих в Урус-Мартане и Грозном. 
Во время очередного нападения в Грозном, Цагараев получил ранение и был отправлен на лечение за границу.
Вернувшись некоторое время спустя в республику, Цагараев возглавил бригаду боевиков, которая буквально начала истреблять чеченцев, сотрудничавших с российскими властями. Со слов представителей ОГВ, Цагараев, контролировавший 90% всех небольших джамаатовских группировок в Чечне, лично участвовал в убийстве более ста военнослужащих. 
Каждый раз на месте очередного нападения Цагараев и его подчинённые оставляли тексты приговоров шариатского суда Ичкерии и рисовали на стенах голову волка. Так, одной из жертв сепаратистов стал пророссийский имам из Урус-Мартановского района Умар Идрисов, откуда родом был и сам Цагараев. Кроме того, следствием было установлено, что Цагараев лично застрелил имама, который активно поддерживал пророссийскую власть в лице Ахмата Кадырова.
Убит Магомедом Ташухаджиевым 22 июля 2001 года.